# 유엔 안전 보장 이사회 결의 제748호
유엔 안전보장이사회 결의안 제748호는 1992년 3월 31일 만장일치로 채택되었다. 1992년 결의 731호를 재확인한 후 유엔 헌장 제7장에 따라 리비아 정부 측에, 로커비 상공에서 추락한 팬암 항공 103편과 차드 및 니제르 상공에서 추락한 UTA 항공 772편 관련 조사 요구에 즉각 응할 것을 요구하고, 리비아에 모든 형태의 테러 행위와 테러 집단에 대한 지원을 중단할 것을 촉구하였다. 이를 위해 이사회는 리비아가 이를 준수할 때까지 대(對)리비아 제재를 부과하기로 하였다.
리비아는 결의안 748호 및 731호을 준수하기를 거부하였고, 안전 보장이사회는 유엔 안전 보장 이사회 결의 제883호를 통해 보다 광범위한 조치를 채택함으로써 대응하였다.

## 같이 보기
- 차드-리비아 갈등
- 유엔 안전 보장 이사회 결의 제701 ~ 800호 목록